# Evnne
Evnne (кор. 이븐, стилізується як EVNNE) — південнокорейський чоловічий гурт, сформований агентством Jellyfish Entertainment у 2023 році. Гурт складається з учасників, які раніше брали участь у реаліті-шоу Boys Planet, але не потрапили у дев'ятку лідерів. Гурт складається з семи учасників: Кейти, Ханбіна, Джонхана, Синона, Юнсо, Джонхьона та Джіху. Гурт дебютував 19 вересня 2023 року з мініальбомом Target: Me.

## Назва
Перша назва гурту мала бути «BLIT», агентство пояснило, що назва гурту є абревіатурою «Boldly Leaping into Tomorrow», додавши, що гурт обіцяє «порушити кордони як артисти». Через занепокоєння щодо можливого неправильного тлумачення назви гурту, Jellyfish Entertainment після консультацій з учасниками змінила назву на «Evnne». Агентство пояснило, що назва була отримана від поєднання «незвичайних слів», які означають «Evening's Newest Etoiles», що означає «нову зірку, що сходить на нічному небі». Назва фандому «ENNVE» (кор. 엔브).

## Кар'єра

### Переддебютна діяльність і формування
У 2023 році Mnet транслювало змагальне реаліті-шоу Boys Planet, у якому 98 учасників із різної національності змагалися за те, щоб стати частиною тимчасового бой-бенду під керівництвом WakeOne. Після завершення шоу було відібрано дев'ять учасників, які сформували склад Zerobaseone, який дебютував 10 липня .
Пізніше, 3 серпня, Jellyfish Entertainment оголосила, що семеро фіналістів шоу, які програли, дебютуватимуть під керівництвом агентства в другій половині 2023 року, як частина бойз-бенду BLIT, після «ретельних обговорень», які бачили компанії стажерів — WakeOne, Yuehua Entertainment і Rain Company — погодилися створити гурт.

### 2023–донині: Дебют зTarget: Me
16 серпня 2023 було анонсовано, що Evnne дебютують 19 вересня з мініальбомом Target: Me та головним синглом «Trouble».

## Учасники
| Сценічне ім'я | Сценічне ім'я | Справжнє ім'я  | Справжнє ім'я  | Справжнє ім'я     | Дата народження            | Позиція у гурті   | Агентство            |
| Українською   | Латиницею     | Українською    | Латиницею      | Кандзі / Хангилем | Дата народження            | Позиція у гурті   | Агентство            |
| ------------- | ------------- | -------------- | -------------- | ----------------- | -------------------------- | ----------------- | -------------------- |
| Кейта         | Keita         | Теразоно Кейта | Terazono Keita | 寺園 佳汰/케이타  | 4 липня 2001 (23 роки)     | Лідер             | Rain Company         |
| Ханбін        | Hanbin        | Пак Ханбін     | Park Hanbin    | 박한빈            | 1 березня 2002 (23 роки)   | -                 | WAKEONE              |
| Чонхьон       | Jeonghyeon    | Лі Чонхьон     | Lee Jeonghyeon | 이정현            | 11 вересня 2002 (22 роки)  | -                 | WAKEONE              |
| Синон         | Seungeon      | Ю Синон        | Yoo Seungeon   | 유승언            | 2 січня 2004 (21 рік)      | Головний вокаліст | Yuehua Entertainment |
| Юнсо          | Yunseo        | Чі Юнсо        | Ji Yunseo      | 지윤서            | 15 жовтня 2004 (20 років)  | -                 | Yuehua Entertainment |
| Чонхьон       | Junghyun      | Мун Чонхьон    | Mun Junghyun   | 문정현            | 31 березня 2005 (19 років) | -                 | WAKEONE              |
| Джіху         | Jihoo         | Пак Джіху      | Park Jihoo     | 박지후            | 14 липня 2006 (18 років)   | Макне             | WAKEONE              |

## Дискографія

### Мініальбоми
| Назва      | Деталі альбому                                                                                         | Пікові позиції у чартах | Пікові позиції у чартах | Пікові позиції у чартах | Продажі                                    |
| Назва      | Деталі альбому                                                                                         | KOR                     | JPN                     | JPN Hot                 | Продажі                                    |
| ---------- | --- | ----------------------- | ----------------------- | ----------------------- | ------------------------------------------ |
| Target: Me | - Реліз: 19 вересня 2023 - Лейбл: Jellyfish Entertainment - Формат: CD, цифрове завантаження, стриминг | 1                       | 9                       | 54                      | - Південна Корея: 261,636 - Японія: 17,380 |

### Сингли
| Назва     | Рік  | Пікові позиції у чартах | Album      |
| Назва     | Рік  | KOR Down.               | Album      |
| --------- | ---- | ----------------------- | ---------- |
| «Trouble» | 2023 | 57                      | Target: Me |

### Музичні кліпи
| Назва     | Рік  | Режисер(и)               | Прим.  |
| --------- | ---- | ------------------------ | ------ |
| «Trouble» | 2023 | Guzza, Kim Joohun (Kudo) | [ 13 ] |

## Нагороди та номінації
| Нагорода    | Рік  | Категорія                     | Номінант / робота | Результат    | Прим.  |
| ----------- | ---- | ----------------------------- | ----------------- | ------------ | ------ |
| MAMA Awards | 2023 | Album of the Year             | Target: Me        | В очікуванні | [ 14 ] |
| MAMA Awards | 2023 | Artist of the Year            | Evnne             | В очікуванні | [ 14 ] |
| MAMA Awards | 2023 | Best New Male Artist          | Evnne             | В очікуванні | [ 14 ] |
| MAMA Awards | 2023 | Worldwide Fans' Choice Top 10 | Evnne             | В очікуванні | [ 14 ] |